# Os Smurfs (série de filmes)
Os Smurfs apareceram em cinco longas-metragens e dois curtas-metragens vagamente baseados na série de quadrinhos Os Smurfs criada pelo artista de quadrinhos belga Peyo e na série de TV animada dos anos 80 que gerou. Eles estrearam nos cinemas em um filme de animação de 1965 que foi seguido por um filme de animação de 1976 intitulado Os Smurfs e a Flauta Mágica. 35 anos depois que The Magic Flute foi lançado, um longa-metragem de 2011 e uma sequência de 2013 foram produzidos pela Sony Pictures Animation e lançados pela Columbia Pictures. Os papéis em live-action incluíram Hank Azaria, Neil Patrick Harris, Jayma Mays, enquanto teve Anton Yelchin, Jonathan Winters, Katy Perry e George Lopez como dubladores. Um reboot totalmente em animação intitulado Smurfs: The Lost Village foi lançado pela Sony em abril de 2017. Um outro reboot, produzido pela Paramount Animation e Nickelodeon Animation, será lançado em dezembro de 2024.

## Filmes

### Filmes produzidos naFranco-Bélgica

#### Les Aventures des Schtroumpfs (1965)
O filme consiste em cinco curtas em preto e branco feitos nos anos anteriores para transmissão na TV da Valônia: Smurfnapped: Um Smurf é capturado por Gargamel. Agora, o resto dos Smurfs deve salvá-lo antes que ele seja morto.; The Smurfs and the Magic Egg: Os Smurfs descobrem um ovo mágico. Mas eles não sabem que foi criado por Gargamel.; The Black Smurfs: Uma doença contagiosa aterroriza a aldeia.; The Smurfs and the Dragon: Os Smurfs fazem amizade com um dragão domesticado.; The Flying Smurf: Um dos Smurfs tenta voar como um pássaro.

#### Os Smurfs e a Flauta Mágica (1976)
Esta história se passa em um castelo durante a Idade Média. Um dia, um comerciante traz instrumentos musicais para vender a Peewit, o bobo da corte, mas como Peewit é um músico tão terrível, o rei expulsa o comerciante antes que Peewit chegue. No entanto, ele deixou para trás uma flauta que tem apenas seis furos. O Rei o joga na lareira de seu quarto, que começa a emitir fumaça verde. Quando o fogo é apagado, Peewit recupera a flauta das cinzas ilesa. Ele a limpa e começa a tocar para todo o castelo percebendo que faz com que todos dancem quando é tocada.
Naquela noite, um homem chamado Matthew McCreep fica sabendo pelo mercador que a mesma flauta que ele estava procurando está no castelo. Ele vai até o castelo e rouba a flauta de Peewit. O rei envia Peewit e o jovem cavaleiro Johan para pegar McCreep, que usa a flauta para roubar o dinheiro das pessoas. No entanto, McCreep usa a flauta para detê-los. Johan e Peewit então vão para a casa de Homnibus, o mago. Usando um feitiço chamado Hypnokinesis, o mago envia Johan e Peewit para Smurfland, onde a flauta mágica foi construída.

### Filmes produzidos naAmérica do Norte

#### Os Smurfs (2011)
Os Smurfs é um filme de comédia que mistura live-action com animação digital de 2011 e o primeiro filme em CGI da série e foi dirigido por Raja Gosnell. Em sua corrida para escapar do malévolo mago Gargamel, os pequenos moradores da floresta azul se vêem subitamente transportados para o Central Park. Agora presos em um mundo povoado por gigantes gigantes, os Smurfs devem encontrar uma maneira de iludir Gargamel e encontrar um caminho de volta para a vila que chamam de lar.

#### Os Smurfs 2 (2013)
Uma sequência intitulada Os Smurfs 2 foi lançada em 31 de julho de 2013. O diretor Raja Gosnell e o produtor Jordan Kerner retornaram, junto com todo o elenco principal. Novos membros do elenco incluíram Christina Ricci, J. B. Smoove e Brendan Gleeson. Na sequência, Gargamel cria duas criaturas malvadas do tipo Smurf chamadas Danadinhos para aproveitar a essência mágica dos Smurfs. Quando ele descobre que apenas um Smurf de verdade pode lhe dar o que ele quer e que apenas Smurfette pode transformar os Danadinhos em Smurfs de verdade, Gargamel a sequestra e a leva para Paris. Papai, Desastrado, Ranzinza e Vaidoso retornam ao mundo humano e procuram a ajuda de seus amigos Patrick e Grace Winslow para resgatar Smurfette de Gargamel. Foi o último filme de Jonathan Winters após sua morte em 11 de abril de 2013.

#### Terceiro filme em live-action cancelado
Em 10 de maio de 2012, apenas duas semanas após o anúncio da produção de Os Smurfs 2, a Sony Pictures Animation e a Columbia Pictures já estavam desenvolvendo um roteiro para The Smurfs 3, com os escritores Karey Kirkpatrick e Chris Poche. Hank Azaria, que interpretou Gargamel, disse que o terceiro filme "pode realmente lidar com a origem genuína de como todos esses personagens se encontraram no passado". Em março de 2014, a Sony anunciou que, em vez de um terceiro filme em live-action, a série teria um reboot totalmente em animação digital.

#### Os Smurfs e A Vila Perdida (2017)
Smurfs: The Lost Village é um filme de comédia de aventura e fantasia de animação digital em 3D americano de 2017 produzido pela Sony Pictures Animation e The Kerner Entertainment Company para a Columbia Pictures. Kelly Asbury foi contratado para dirigir o filme. Explorando as origens dos Smurfs, a comédia-aventura apresenta uma nova visão dos personagens, com designs e ambientes mais próximos da arte criada por Peyo. O filme foi inicialmente programado para ser lançado em 14 de agosto de 2015, mas em maio de 2014, a data de lançamento do filme foi adiada para 5 de agosto de 2016. Em janeiro de 2015, o The Hollywood Reporter informou que Mandy Patinkin estava em negociações finais para dar voz ao Papai Smurf no filme. Dois meses depois, a data de lançamento foi adiada para 31 de março de 2017, a fim de trabalhar em "uma história que não estava totalmente no lugar" e aproveitar o fim de semana da Páscoa. Em 14 de junho de 2015, a Sony Pictures Animation revelou Get Smurfy como título do filme. Além de Patinkin, Demi Lovato foi escalada como Smurfette, e Rainn Wilson como Gargamel. O filme foi finalmente lançado em 7 de abril de 2017 com críticas mistas, mas foi visto pela crítica e pelo público como uma melhoria em relação aos filmes em live-action.

### Curtas-metragens

#### Os Smurfs: Um Conto de Natal
Um especial de televisão, intitulado The Smurfs: A Christmas Carol, foi lançado em DVD em 2 de dezembro de 2011, anexado a Os Smurfs.

#### The Smurfs: The Legend of Smurfy Hollow
The Smurfs: The Legend of Smurfy Hollow é um especial de televisão de Halloween de animação de 22 minutos, baseado no conto de Washington Irving, The Legend of Sleepy Hollow. Ele estreou em 11 de junho de 2013 no Festival de Cinema de Animação de Annecy, e foi lançado em DVD em 10 de setembro de 2013, seguido por uma estreia na TV em outubro. Foi dirigido por Stephan Franck, e conta com as vozes de Alan Cumming, Fred Armisen, Anton Yelchin e Hank Azaria. Como o primeiro especial, The Legend of Smurfy Hollow combina animação digital com animação tradicional, com a última fornecida pela Duck Studios.

### Filmes daParamount Pictures

#### Filme de animação sem título
Em 7 de fevereiro de 2022, foi relatado que a Paramount Pictures, a Paramount Animation e a Nickelodeon Animation haviam assinado um acordo com a LAFIG Belgium e IMPS para produzirem vários filmes de Os Smurfs, com o primeiro filme sendo um musical escrito por Pam Brady e com estreia prevista para 20 de dezembro de 2024.
Em 14 de junho de 2022, foi anunciado que Chris Miller seria o diretor do filme.

## Equipe
| Filme                          | Ano  | Diretor(es)               | Produtor(es)                            | Roteirista(s)                                                          | Cinematógrafo                 | Compositor           | Editor                        |
| ------------------------------ | ---- | ------------------------- | --------------------------------------- | ---------------------------------------------------------------------- | ----------------------------- | -------------------- | ----------------------------- |
| Les Aventures des Schtroumpfs  | 1965 | Eddy Ryssack Maurice Rosy | Charles Dupuis                          | Peyo Yvan Delporte André Franquin                                      | Raoul Cauvin Norbert Declercq | Roland Renerte       | N/A                           |
| The Smurfs and the Magic Flute | 1976 | José Detillieu            | José Detillieu                          | Peyo Yvan Delporte                                                     | N/A                           | Michel Legrand       | Michèle Neny Nibela Ben Mihad |
| The Smurfs                     | 2011 | Raja Gosnell              | Jordan Kerner                           | David Ronn Jay Scherick J. David Stem David N. Weiss                   | Phil Meheux                   | Heitor Pereira       | Sabrina Plisco                |
| The Smurfs 2                   | 2013 | Raja Gosnell              | Jordan Kerner                           | David Ronn Jay Scherick J. David Stem David N. Weiss Karey Kirkpatrick | Phil Meheux                   | Heitor Pereira       | Sabrina Plisco                |
| Smurfs: The Lost Village       | 2017 | Kelly Asbury              | Jordan Kerner Mary Ellen Bauder Andrews | Pamela Ribon Stacey Harman                                             | N/A                           | Christopher Lennertz | Bret Marnell                  |

## Recepção

### Bilheteria
| Filme                          | Lançamento             | Total de bilheteria | Total de bilheteria | Total de bilheteria | Ranking de bilheteria               | Ranking de bilheteria        | Orçamento (milhões) | Ref(s) |
| Filme                          | Lançamento             | América do Norte    | Outros territórios  | Mundialmente        | Todos os tempos na América do Norte | Todos os tempos mundialmente | Orçamento (milhões) | Ref(s) |
| ------------------------------ | ---------------------- | ------------------- | ------------------- | ------------------- | ----------------------------------- | ---------------------------- | ------------------- | ------ |
| Les Aventures des Schtroumpfs  | 1965                   | TBA                 | TBA                 | TBA                 | TBA                                 | TBA                          | TBA                 |        |
| The Smurfs and the Magic Flute | 25 de novembro de 1983 | US$11,234,220       | US$7,765,780        | US$19,000,000       | #4,345                              | TBA                          | TBA                 | [ 20 ] |
| The Smurfs                     | 29 de julho de 2011    | US$142,614,158      | US$421,135,165      | US$563,749,323      | #360                                | #145                         | U$110               | [ 21 ] |
| The Smurfs 2                   | 31 de julho de 2013    | US$71,017,784       | US$276,416,394      | US$347,434,178      | #1,059                              | #332                         | US$105              | [ 22 ] |
| Smurfs: The Lost Village       | 7 de abril de 2017     | US$45,020,282       | US$152,163,264      | US$197,183,546      | #1,770                              |                              | US$60               | [ 23 ] |
| Total                          | Total                  | US$269,886,444      | US$857,480,603      | US$1,127,367,047    |                                     |                              | US$275              | [ 24 ] |

### Crítica especializada
| Filme                          | Rotten Tomatoes    | Metacritic       | CinemaScore |
| ------------------------------ | ------------------ | ---------------- | ----------- |
| Les Aventures des Schtroumpfs  | —                  | —                | —           |
| The Smurfs and the Magic Flute | —                  | —                | —           |
| The Smurfs                     | 21% (117 críticas) | 30 (22 críticas) | A-          |
| The Smurfs 2                   | 14% (94 críticas)  | 34 (30 críticas) | A-          |
| Smurfs: The Lost Village       | 40% (97 críticas)  | 40 (25 críticas) | A           |